# Taktstrich

Taktstrich

Ein Taktstrich ist ein senkrecht durch ein Notensystem gezogener Strich, der den Takt begrenzt. Die nach dem Taktstrich stehende Note ist in der Regel der Hauptschwerpunkt des Taktes (Ausnahmen sind bei Synkopen möglich).
Erstmals verwendet wurden Taktstriche bereits 1452, wurden gegen Ende des 16. Jahrhunderts gebräuchlicher, aber der generelle Gebrauch setzte sich erst im Laufe des 17. Jahrhunderts durch.

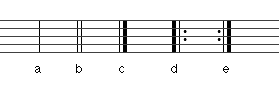
Verschiedene Arten von Taktstrichen

Neben dem einfachen Taktstrich (a) als Taktbegrenzer gibt es weitere Arten von Taktstrichen:
- Ein Doppelstrich (b) kann verwendet werden, um den Beginn eines neuen Abschnitts in einem Musikstück zu kennzeichnen.
- Am Ende eines Musikstücks steht als Schlussstrich ein doppelter Taktstrich, dessen zweiter Strich fett gedruckt ist (c).
- Doppelte Taktstriche mit zwei Punkten (d und e) bilden Wiederholungszeichen, mit denen die Wiederholung eines bestimmten Abschnitts der Musik angezeigt wird.

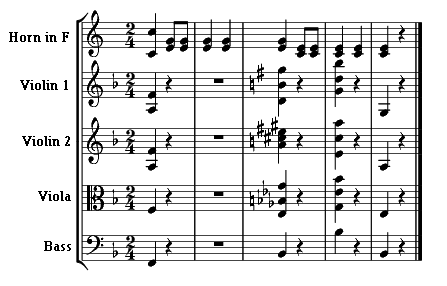
Wolfgang Amadeus Mozart: Ein musikalischer Spaß, Partiturauszug

Taktstriche können auch über mehrere Notensysteme hinweg durchgezogen sein, etwa bei Instrumenten, die in mehr als einem System notiert werden (Klavier, Orgel), oder in Partituren bei Instrumenten einer Stimmgruppe, die auch durch eine Akkoladenklammer verbunden sind.